# Guadalupe Plata
 (novembre 2023).
Guadalupe Plata est un groupe espagnol de blues, originaire de la ville d'Úbeda, dans le province de Jaén. Il est caractérisé par le fait que tous ses albums portent le même nom que le groupe, par son rayonnement international et surtout par sa façon particulière de fusionner le blues avec le jazz, le psychédélique et même le flamenco.

## Histoire
Le duo de blues doit son nom à l'image de la Vierge de leur ville natale, Úbeda, et s'appuie sur la force et la simplicité de leurs guitares, l'absence de technologie, le surréalisme et la noirceur de leurs paroles. Le groupe est également fidèle à ses instruments, guitare, barreño et batterie. Une autre particularité est leur façon d'enregistrer les albums, basée sur l'esprit de la première prise, pratiquement en direct, ce qui leur permet de le faire en seulement deux ou trois jours, et de faire preuve ainsi de fraîcheur et de fluidité.
Après avoir présenté un EP de six chansons à la fin de l'année 2008, leur premier album sort en 2011 sous le même titre. En 2013, ils présentent un nouvel album, Guadalupe Plata 2013,, qui leur vaut un grand succès auprès du public et des critiques, ainsi que d'importantes récompenses. Parmi ces prix, le groupe reçoit en novembre 2013 le prix Ojo Crítico 2013 dans la catégorie « musique moderne », décerné par la Radio Nacional de España. Au début de l'année 2014, ils remportent le prix IMPALA du « meilleur album indépendant d'Europe », battant en finale des groupes importants tels que Sigur Rós ou Junip. Ce prix est remporté les années précédentes par des artistes importants tels que The xx ou Adele. En juin 2014, le groupe est récompensé aux VI Independent Music Awards, remportant les prix du « groupe de l'année », du « meilleur album rock », de la « meilleure performance live » et le batteur Carlos Jimena de la « meilleure photographie promotionnelle » pour avoir été l'auteur de l'image.
Tous ces succès nationaux et internationaux les amènent à donner une multitude de concerts dans différentes salles et festivals, faisant même une tournée dans la majeure partie de l'Europe, et plus tard ils se produisent également au Mexique, au Chili, au Brésil, en Argentine et aux États-Unis.
En 2015, ils sortent un nouvel album portant le même titre, enregistré aux Toerag Studios de Londres sous la direction de Liam Watson, et publié une fois de plus par Everlasting Records. En avril 2017, le groupe sort son quatrième album, toujours chez le label madrilène Everlasting Records, cette fois-ci enregistré dans les studios sévillans La Mina et en deux semaines ; Guadalupe Plata 2017, bien qu'il puisse s'appeler Perro de vieja, en raison du titre de l'une de ses chansons et de l'illustration de la pochette, dessinée par Pedro de Dios lui-même.
En avril 2021, ils partagent un studio avec Mike Edison (ex-Raunch Hands et The Pleasure Fuckers, écrivain, éditeur et critique musical) et sortent The Devil Can't Do You No Harm.

## Discographie

### Albums studio
- 2008 : Guadalupe Plata (EP) (Sociedad Fonográfica Subterránea)
- 2011 : Guadalupe Plata (Folc Records/Sociedad Fonográfica Subterránea)
- 2013 : Guadalupe Plata (Everlasting/Popstock!)
- 2015 : Guadalupe Plata (Everlasting Records)
- 2017 : Guadalupe Plata (Everlasting Records)
- 2018 : Guadalupe Plata (Everlasting Records)
- 2021 : The Devil Can’t Do You No Harm (avec Mike Edison ; Everlasting Records)
- 2023 : Guadalupe Plata 2023 (Everlasting Records)

### Participations aux bandes son
- 2011 : How to Make It in America (HBO) (chanson 500 mujeres)[10]
- 2014 : Shameless (Showtime) (chansons Lorena et Gatito)[11]
- 2014 : El Más buscado (chanson Rata)[12]

## Distinctions
| Année | Nomination      | Catégorie                             | Prix                               | Résultat |
| ----- | --------------- | ------------------------------------- | ---------------------------------- | -------- |
| 2013  | Guadalupe Plata | Musique moderne                       | Premio Ojo Crítico                 | Lauréat  |
| 2013  | Guadalupe Plata | Meilleur album d'Europe               | Premio Impala                      | Lauréat  |
| 2013  | Guadalupe Plata | Groupe de l'année                     | Premios de la Música Independiente | Lauréat  |
| 2013  | Guadalupe Plata | Meilleure réalisation                 | Premios de la Música Independiente | Lauréat  |
| 2013  | Guadalupe Plata | Meilleur album rock                   | Premios de la Música Independiente | Lauréat  |
| 2013  | Carlos Jimena   | Meilleure photographie promotionnelle | Premios de la Música Independiente | Lauréat  |